# فارس الدين أقطاي المستعرب

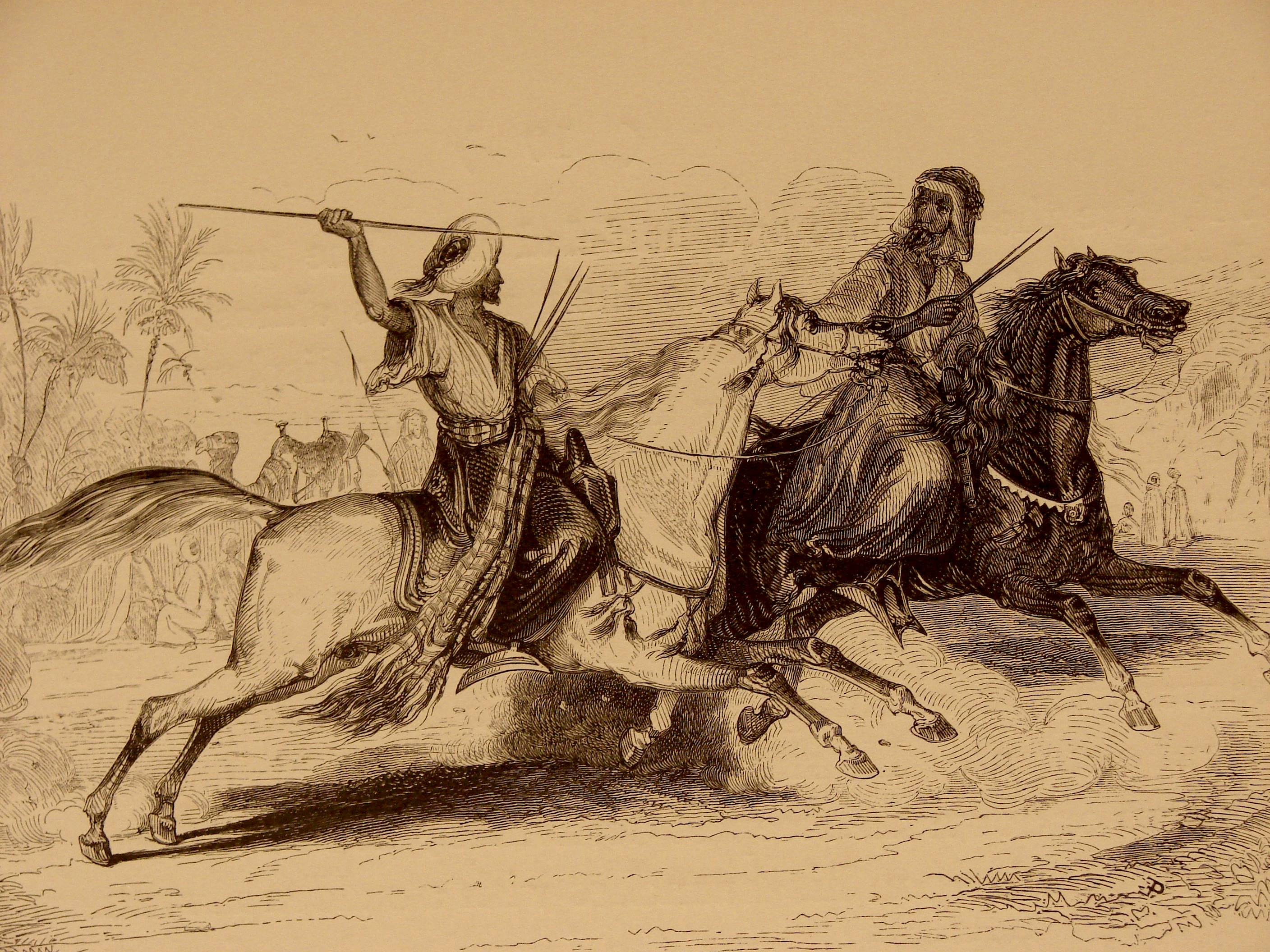
فارس الدين أقطاى حارب العربان و المغول

فارس الدين أقطاي الصغير ، أو فارس الدين أقطاي المستعرب ، أو فارس الدين أقطاي بن عبد الله النجمي ( توفي سنة 1273 ) أتابك الجيش المملوكي في عهد السلطان سيف الدين قطز (1260). بعد إغتيال سيف الدين قطز سلطان مصر قام بتنصيب الظاهر بيبرس بموافقة أمراء المماليك سلطانا على مصر. احتفظ بمنصبه أتابكا للجيش المملوكي في عهد السلطان ركن الدين بيبرس. لقب بـالصغير لتمييزه عن فارس الدين أقطاي الجمدار مقدم المماليك البحرية في مصر الذي يتم أحيانا الخلط بينهم في الكتابات الحديثة و حتى في الأفلام التاريخية.
فارس الدين اقطاي الصغير كان في البداية من مماليك نجم الدين محمد و من ثم دخل في خدمة السلطان نجم الدين أيوب ، و في عهد السلطان عز الدين أيبك قاد حملة عسكرية ضد شيوخ العربان في الصعيد المتمردين الذين هاجموا القرى المصرية و قطعوا الطرق بقيادة «مجد العرب ثعلب» و دحرهم عند دهروط و اسر مجد العرب و العربان الذين كانو معه و سجن مجد العرب في الإسكندرية حتى أمر الظاهر بيبرس بشنقه. و قاد بعدها حملة ضد العربان في الغربية و المنوفية و دحرهم في سنحا و سنهور .أمر الملك المعز بعدها بمحاصرة العربان في مصر و معاملتهم بالشدة لكسر شوكتهم و وقف اعتدائهم على المصريين و القرى و نجح ذلك في تقليل عددهم في مصر.